# Tommy Løvenkrands
Tommy Løvenkrands (født 30. maj 1974) er en dansk fodboldspiller. Han spiller i SønderjyskE, som han skiftede til fra Esbjerg fB i foråret 2007.
Han er bror til den mere kendte Peter Løvenkrands.
Tidligere klubber: Lillerød, Birkerød, AB, St. Johnstone, Esbjerg fB.

## Links
- Tommy Løvenkrands' spillerprofil på Transfermarkt (engelsk)
- Tommy Løvenkrands' spillerprofil på Soccerbase.com (engelsk)
- Tommy Løvenkrands' profil hos FootballDatabase.eu (engelsk)
- Profil på efb.dk